# Mariagerfjord (fjord)
De Mariagerfjord is met 35 km de langste fjord van Denemarken. (De Isefjord is bijna even lang. De Limfjord is veel langer maar formeel geen fjord meer sinds de doorbraak van de zee aan de westzijde.)
De Mariagerfjord snijdt in het schiereiland Jutland vanaf het Kattegat en loopt tot Hobro. Andere belangrijke plaatsen aan de fjord zijn Hadsund en Mariager, waar de naam van de fjord van afgeleid is.
De Mariagerfjord beslaat het zuidelijke deel van de traditionele streek Himmerland. De breedte varieert van 4½ km tot 250 meter en de oppervlakte bedraagt ongeveer 47 km². De maximale diepte is ongeveer 30 meter.